# اوچ‌آرال
اوچ‌آرال (به لاتین: Usharal) یک زیستگاه انسانی در قزاقستان است که در استان آلماتی واقع شده‌است.

## خصوصیات
اوچ‌آرال  ۱۵۹۹۱ نفر جمعیت دارد.